# Security Service
De Security Service, beter bekend als MI5 (Military Intelligence, Section 5), is de veiligheidsdienst van het Verenigd Koninkrijk.
Het hoofdkantoor van MI5 bevindt zich in het Thames House in Millbank te Londen. Eerder was de dienst gevestigd in Gower Street (1976-1995), Leconfield House, Curzon Street (1945-1976) en Cromwell Road (193?-1937). De panden in Gower en Curzon Street zijn nu gesloopt.

## Taken
De dienst heeft als taak de Britse parlementaire democratie te beschermen, maar ook de Britse economische belangen veilig te stellen. Voorts is MI5 verantwoordelijk voor de bestrijding van zware criminaliteit, zoals militant separatisme, terrorisme en spionage, binnen de grenzen van het Verenigd Koninkrijk.
MI5 houdt zich dus voornamelijk met interne veiligheid bezig, terwijl MI6 voor de externe veiligheid is bedoeld.
Ierland is de enige uitzondering op de regel, omdat het de enige staat is die aan de grenzen van het moederland ligt.
In navolging van de Amerikaanse geheime dienst CIA en de FBI heeft ook MI5 een webformulier geïntroduceerd dat het publiek kan gebruiken om tips door te geven wanneer men op de hoogte is van terroristische activiteiten.

## MI-secties
MI5 is eveneens bekend onder de naam BOX, omdat het officiële oorlogsadres postbus 500 was. Het huidige adres is PO Box 3255, Londen SW1P 1AE.
Niet alleen MI5 en MI6 waren actief. Er zijn nog meer zogenaamde MI-secties geweest, die gedurende verschillende decennia vanaf de Eerste Wereldoorlog actief waren maar nu zijn opgeheven. Deze zijn tegenwoordig veelal ondergebracht bij MI5 en MI6 of het GCHQ.
De volgende MI-secties zijn bekend:
- MI1 (Directoraat van de Militaire Inlichtingendienst, waaronder het kraken van codes in de Eerste Wereldoorlog)
- MI2 (inlichtingen afkomstig uit de Sovjet-Unie en Scandinavië)
- MI3 (inlichtingen afkomstig uit Duitsland en Oost-Europa)
- MI4 (luchtverkenning tijdens de Tweede Wereldoorlog, ook wel de map support unit genoemd)
- MI6 (ook bekend als Secret Intelligence Service)
- MI7 (militaire propaganda en censuurmaatregelen tijdens de Tweede Wereldoorlog)
- MI8 (onderschepping en interpretatie van communicatie)
- MI9 (geheime opdrachten en exfiltratie van geallieerde krijgsgevangenen uit bezet Duits gebied in de Tweede Wereldoorlog)
- MI10 (wapens en technische analyse)
- MI11 (Field Security Police)
- MI12 (communismebestrijding)
- MI14 (Duitse specialisten)
- MI17 (secretariaat van de MI-afdelingen)
- MI18 (debriefing van geallieerde krijgsgevangenen)
- MI R (verantwoordelijk voor de oprichting van de geheime Home Guard Auxiliary Units). Later ging MI-R op in SOE.

Op dit moment worden de meeste inlichtingen verzameld door de Defence Intelligence Staff, een onderdeel van het Britse ministerie van Defensie met ondersteuning van de SIS (MI6) en GCHQ (Government Communications Headquarters), samen met de geallieerde inlichtingendiensten.

## Lijst van hoofden van MI5
- 1909–1940: Vernon Kell
- 1940–1941: A.W.A. Harker
- 1941–1946: David Petrie
- 1946–1953: Percy Sillitoe
- 1953–1956: Dick White
- 1956–1965: Roger Hollis
- 1965–1972: Martin Furnival Jones
- 1972–1979: Michael Hanley
- 1979–1981: Howard Smith
- 1981–1985: John Jones
- 1985–1988: Anthony Duff
- 1988–1992: Patrick Walker
- 1992–1996: Stella Rimington
- 1996–2002: Stephen Lander
- 2002–2007: Eliza Manningham-Buller
- 2007-2013: Jonathan Evans
- 2013–2020: Andrew Parker
- 2020–heden: Ken McCallum